# Jubileo Dos Mil
Jubileo Dos Mil är en ort i Mexiko.   Den ligger i kommunen Tuzantán och delstaten Chiapas, i den sydöstra delen av landet, 900 km sydost om huvudstaden Mexico City. Jubileo Dos Mil ligger 82 meter över havet och antalet invånare är 222.
Terrängen runt Jubileo Dos Mil är varierad. Runt Jubileo Dos Mil är det ganska tätbefolkat, med 207 invånare per kvadratkilometer. Närmaste större samhälle är Huixtla, 1,9 km väster om Jubileo Dos Mil. I omgivningarna runt Jubileo Dos Mil växer i huvudsak städsegrön lövskog.